# Benthamia arenaria
Benthamia arenaria là loài thực vật có hoa trong họ Mồ hôi. Loài này được (Suksd.) Druce mô tả khoa học đầu tiên năm 1916.